# Duiveninsel
Die Duiveninsel ist eine kleine Insel des Archipels von Raja Ampat vor der Küste Westneuguineas (Indonesien).

## Geographie
Die Duiveninsel liegt in der Dampierstraße, nordwestlich der Vogelkophalbinsel Neuguineas. Nächster Nachbar ist im Nordwesten die Augustainsel. Weiter im Norden befindet sich die größere Insel Mansuar, im Süden, jenseits der Dampierstraße, die Insel Batanta, eine der Hauptinseln des Archipels von Raja Ampat, zu der auch die Duiveninsel gehört. Dieses bildet den Regierungsbezirk Raja Ampat der Provinz Westpapua.